# 545 př. n. l.

## Události
11. března – počátek éry Buddhasakarat (Buddhistické éry – B.E.) buddhistického kalendáře – rozdíl oproti našemu letopočtu však činí dnes 543 let. Tento tradiční kalendář v Thajsku změnili v dubnu 1940, když přeložili začátek roku na 1. leden, aby odpovídal evropskému kalendáři.

## Hlava státu
- Perská říše: Kýros II.
- Egypt: Ahmose II. (26. dynastie)
- Novobabylonská říše: Nabonid